# Bahía Mansa (Chile)
Bahía Mansa es el nombre de la zona geográfica ubicada en la comuna de San Juan de la Costa perteneciente a la Provincia de Osorno en la Región de Los Lagos, Chile. Se conecta con la ciudad de Osorno por camino pavimentado mediante la Ruta U-40.

## Características
En esta zona se ubica un puerto y bahía del mismo nombre, y está entre los balnearios de Pucatrihue y Maicolpue.
La bahía donde se encuentra el puerto de Bahía Mansa, se presenta con una conformación redonda y con una estrecha entrada, que le da una forma ideal para su uso como puerto.
Igualmente es conocida por ser una de las zonas principales donde habitan comunidades del pueblo huilliche.
La historia oral igualmente indica que habría existido una presencia de piratas neerlandeses en 1700, los que venían de Pernambuco, Brasil, y estuvieron años en Bahía Mansa; debido a sus especiales características como puerto.

### Clima y geología
El clima de esta zona es el llamado de tipo selva valdiviana, que abarca el territorio entre la desembocadura de los ríos Cholhuaco y Huellelhue; que presenta una geología característica para esta zona, por lo que ha sido llamada Complejo Metamórfico Bahía Mansa (CMBM), que está formado por un conjunto heterogéneo de rocas metamórficas.
Dentro de las características climáticas, se caracteriza por ser más cálido que el resto de las ciudades cercanas, los veranos tienen una tendencia seca marcada por los anticiclones y el invierno es fuertemente lluvioso, sin embargo en días de lluvia, la ciudad se ubica última dentro de la región. Hay años que suele presentar sequías estivales, la más extensa fue en el periodo 2015-2016, cuando desde diciembre de 2015 hasta mayo de 2016 registró solo 0.8 mm de precipitación. En años que se ha presentado el fenómeno del Niño, la ciudad ha registrado hasta 4560.0 mm de lluvia, como récord mensual en abril con 856.4 mm acumulados y como récord diario con 154.6 mm acumulados.
| Parámetros climáticos promedio de Bahía Mansa (San Juan de la Costa) | Parámetros climáticos promedio de Bahía Mansa (San Juan de la Costa) | Parámetros climáticos promedio de Bahía Mansa (San Juan de la Costa) | Parámetros climáticos promedio de Bahía Mansa (San Juan de la Costa) | Parámetros climáticos promedio de Bahía Mansa (San Juan de la Costa) | Parámetros climáticos promedio de Bahía Mansa (San Juan de la Costa) | Parámetros climáticos promedio de Bahía Mansa (San Juan de la Costa) | Parámetros climáticos promedio de Bahía Mansa (San Juan de la Costa) | Parámetros climáticos promedio de Bahía Mansa (San Juan de la Costa) | Parámetros climáticos promedio de Bahía Mansa (San Juan de la Costa) | Parámetros climáticos promedio de Bahía Mansa (San Juan de la Costa) | Parámetros climáticos promedio de Bahía Mansa (San Juan de la Costa) | Parámetros climáticos promedio de Bahía Mansa (San Juan de la Costa) | Parámetros climáticos promedio de Bahía Mansa (San Juan de la Costa) |
| Mes                                                                  | Ene.                                                                 | Feb.                                                                 | Mar.                                                                 | Abr.                                                                 | May.                                                                 | Jun.                                                                 | Jul.                                                                 | Ago.                                                                 | Sep.                                                                 | Oct.                                                                 | Nov.                                                                 | Dic.                                                                 | Anual                                                                |
| -------------------------------------------------------------------- | -------------------------------------------------------------------- | -------------------------------------------------------------------- | -------------------------------------------------------------------- | -------------------------------------------------------------------- | -------------------------------------------------------------------- | -------------------------------------------------------------------- | -------------------------------------------------------------------- | -------------------------------------------------------------------- | -------------------------------------------------------------------- | -------------------------------------------------------------------- | -------------------------------------------------------------------- | -------------------------------------------------------------------- | -------------------------------------------------------------------- |
| Temp. máx. abs. (°C)                                                 | 31.8                                                                 | 36.5                                                                 | 31.5                                                                 | 26.9                                                                 | 22.6                                                                 | 21.8                                                                 | 21.5                                                                 | 21.9                                                                 | 22.8                                                                 | 24.0                                                                 | 28.4                                                                 | 31.7                                                                 | 36.5                                                                 |
| Temp. máx. media (°C)                                                | 22.8                                                                 | 24.5                                                                 | 22.5                                                                 | 18.0                                                                 | 15.4                                                                 | 13.5                                                                 | 13.0                                                                 | 14.6                                                                 | 15.2                                                                 | 17.5                                                                 | 20.0                                                                 | 22.4                                                                 | 18.3                                                                 |
| Temp. media (°C)                                                     | 16.4                                                                 | 17.6                                                                 | 16.0                                                                 | 12.1                                                                 | 11.0                                                                 | 8.6                                                                  | 8.5                                                                  | 9.2                                                                  | 10.0                                                                 | 11.5                                                                 | 14.2                                                                 | 16.2                                                                 | 12.6                                                                 |
| Temp. mín. media (°C)                                                | 11.8                                                                 | 12.5                                                                 | 11.0                                                                 | 8.5                                                                  | 8.2                                                                  | 5.6                                                                  | 5.5                                                                  | 6.0                                                                  | 6.5                                                                  | 7.7                                                                  | 10.5                                                                 | 11.2                                                                 | 8.8                                                                  |
| Temp. mín. abs. (°C)                                                 | 7.8                                                                  | 8.0                                                                  | 6.1                                                                  | 3.2                                                                  | 3.0                                                                  | -0.2                                                                 | -0.5                                                                 | 3.1                                                                  | 3.3                                                                  | 4.0                                                                  | 6.2                                                                  | 7.5                                                                  | -0.5                                                                 |
| Precipitación total (mm)                                             | 18.5                                                                 | 16.4                                                                 | 62.8                                                                 | 105.4                                                                | 298.1                                                                | 408.5                                                                | 415.2                                                                | 336.1                                                                | 165.4                                                                | 72.8                                                                 | 21.5                                                                 | 17.0                                                                 | 1937.7                                                               |
| Días de precipitaciones (≥ 1 mm)                                     | 3                                                                    | 3                                                                    | 8                                                                    | 11                                                                   | 14                                                                   | 16                                                                   | 16                                                                   | 14                                                                   | 12                                                                   | 8                                                                    | 3                                                                    | 3                                                                    | 111                                                                  |
| [cita requerida]                                                     |                                                                      |                                                                      |                                                                      |                                                                      |                                                                      |                                                                      |                                                                      |                                                                      |                                                                      |                                                                      |                                                                      |                                                                      |                                                                      |

### Fauna y flora
Actualmente en esta zona existe el Área marina y costera protegida Lafken Mapu Lahual, que protege una franja de 30 kilómetros de largo, y a la primera red de parques indígenas, que protege la flora y fauna del bosque natívo de esta zona; siendo considerada uno de los 25 centros de diversidad biológica más relevantes del planeta, según el World Wildlife Fund (WWF).

## Acontecimientos

### Naufragio en 2025
El 26 de enero de 2025, alrededor de las 19:30 horas, la embarcación Río Cholguaco que transportaba a 34 personas, empezó a hundirse debido a malas condiciones marítimas, los autoridades lograron salvar a 27 personas y 7 personas fallecieron.El 27 de enero detuvieron al capitán de la embarcación acusado de cuasidelito de homicidio debido a que provocó el fallecimiento de 7 personas, permanece en el Centro de Cumplimiento Penitenciario de Osorno.El 30 de enero de 2025, decretan prisión preventiva al capitán de la embarcación, quedará en prisión en un plazo de 150 días mientras se desarrolle la investigación, durante la audiencia, la Fiscalía presentó diversas pruebas que evidencian, además no contaba con una licencia vigente para operar la embarcación y que incumplió protocolos de seguridad básicos.